# Rockhausen (Amt Wachsenburg)
Rockhausen – dzielnica (Ortsteil) gminy Amt Wachsenburg w Niemczech, w kraju związkowym Turyngia, w powiecie Ilm. Do 30 grudnia 2019 jako samodzielna gmina wchodziła w skład wspólnoty administracyjnej Riechheimer Berg, której niektóre zadania administracyjne realizowane były już przez gminę Amt Wachsenburg. Gmina ta od 1 stycznia 2019 pełniła rolę "gminy realizującej" (niem. "erfüllende Gemeinde").